# ハンデキャップ
ハンデキャップ、ハンディキャップ（英：Handicap n, v）とは、スポーツやゲーム等において競技者間の実力差が大きい場合に、その差を調整するために事前に設けられる設定のこと。単にハンデやハンディともいわれる。なお、本項で記述する意味などから発して、競技に限らず様々な競争的な場での立場を不利にする条件を指す言葉として用いられることも多い。

## 概要
競技において参加者が、同時にゴールできたり、誰にも同じ確率で勝てるように、競技を行う前に数値を計上したり、上級者の行為を制限したり下級者の行為の幅を広げる設定を行う。通常、内容は競技ルールの一部として定義されている。
操作は公正に行われる必要がある。操作を行う人はハンデキャッパーなどと呼ばれる。
ハンデキャップを設けない「スクラッチ」は対義的な意味として扱われる。

## 語源
英語のHandicapはイギリスのHand-in-capと呼ばれる古い遊びがあり、17世紀の官僚サミュエル・ピープスは1660年9月19日付の日記ではこの遊びを知ったことが書かれ、それは2人が物々交換を始めようとして第三者の審判が安価な方に足し前（boot）を提案、2人か審判は対戦するごとに担保を入れた帽子に手を入れることからこのゲームの呼び名が付き、安価な物に対して弱みも意味するようになり、後の不利な条件を意味するようになった。

## 各種競技
主に「ハンデ戦」と表現する。
陸上競技
陸上競技の公式大会にはないが、エキシビションでハンデ戦が行われることがある。
競馬
競馬においては、強い馬は負担重量（斤量）を重くし、弱い馬は負担重量を軽くすることで、全ての馬が同タイムで走るように調整を行うハンデキャップ競走を行う場合がある。
オートレース
オートレースでは強い選手は弱い選手よりも後ろから発走させることで、ゴール線に同時につくように行うハンデレースを行う場合がある。
競艇
競艇は体重が軽いほうが有利であるが、減量合戦が過熱しないように体重制限が設定されており、基準を下回った場合は重りを載せて調整する。女子選手は男子選手に体力的に劣るという点もあり、男子は52kgに対して女子は47kg（2020年11月より）と体重制限の基準が低く設定されている。
ゴルフ（ストロークプレイ）
ゴルフでは実力的に差のある競技者も楽しくゴルフができるよう、各競技者に一定の数値を与え、競技終了後、その数値をスコアより差し引いたネットスコアで勝敗を決める。また、アマチュアゴルフにおいてはハンデキャップが実力レベルの指標としても用いられ（プロゴルフにはハンデは無く、ハンデが無いゴルファーを「スクラッチ」と言う）、1桁ともなると俗に「シングル・プレーヤー」と呼ばれ、相当な腕前であることが認められる。
ゴルフ（マッチプレー）
ゴルフのマッチプレーにおいても、プレイヤー同士の実力差が大きい場合にハンデキャップをつける。代表的なものとして、実力が上のプレイヤーが1ホールにつき1打ずつのハンデキャップを負う「エブリワン」などがある。
ボウリング
ボウリングでは最近のゲーム点数合計や平均値からハンデの点数を割り出し、実得点に加算して集計を行う。ハンデキャップの点数はHDCPと表現する。
ボクシング
ボクシングでは体重差がある場合は、体重が重い選手のグローブを重くするグローブハンデを行う。
プロレス
プロレスでは、興行を盛り上げるため1対2、2対3など対戦者間の人数で差をつけるハンディキャップマッチを行うことがある。
モータースポーツ
ツーリングカーレースの一部において、前のレースの優勝者・ポイントランキング上位者等を対象に車両におもりを乗せたり、リストリクター径を絞ってエンジンパワーを制限する方式が導入されている。またレース開始時のグリッドを一定の範囲で前レースの結果の逆順にするリバースグリッド制も存在する。界隈では上記のような結果に対して背負わされるものがハンデと認識されているが、マシン設計段階でスペック（過給器の有無や駆動形式など）に合わせて異なった最低重量や最大排気量を運営が設定するのも、広い意味ではハンデキャップといえる。
将棋
実力差がある場合は駒落ちという形でハンデを設定する。奨励会の一部の対局や男性棋士がゲストの女流棋戦などで用いられる。
囲碁
実力差がある場合は置き碁や逆コミという形でハンデを設定する。またゲームの性質上先手が有利であることから、互先では地の計算の段階でコミを出す形でゲームの均衡を図っている。
連珠
通常の五目並べでは先手の必勝法が判明しているため、先手に限って三三、四四、長連は禁手として、ゲームの均衡を図っている。
オセロ
オセロでは対局前に隅に黒石を置く方法で、ハンデを設定する。